# Giovan Battista Recco

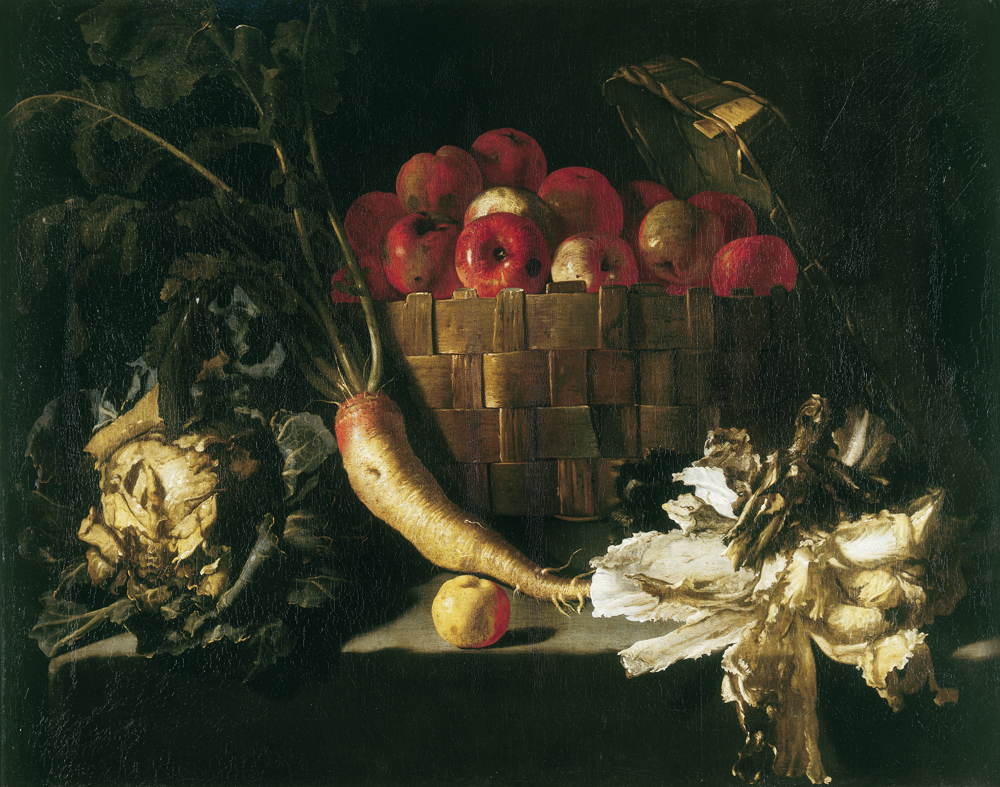
Giovan Battista Recco (zugeschr.): Stillleben mit Äpfeln, Kohl, Rettich und Salat, Öl auf Leinwand, 87,0 × 109,9 cm, Compton Verney House, Warwickshire

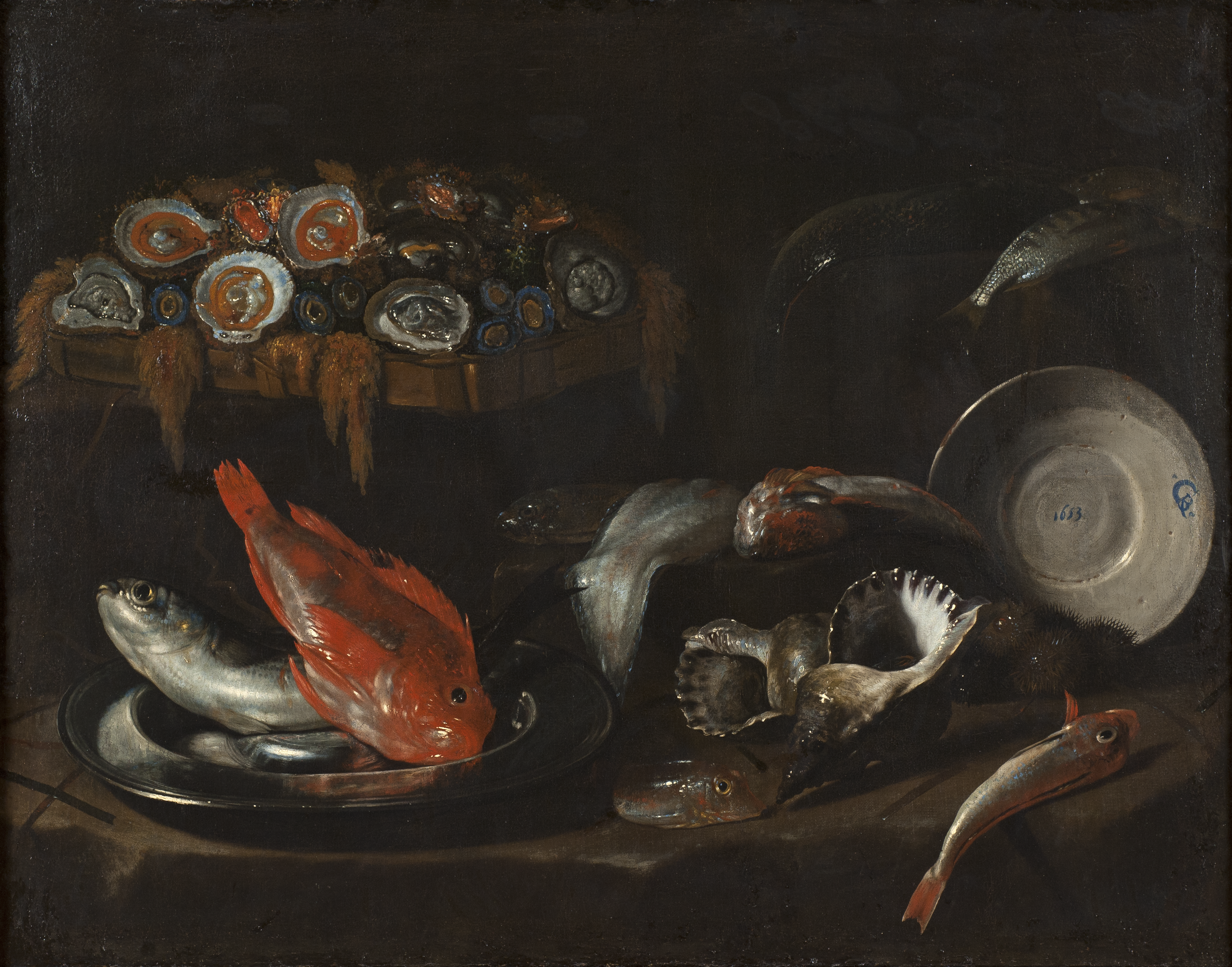
Stillleben mit Fischen und Austern, signiert „G.B.R.“ und datiert 1653, Öl auf Leinwand, 100 × 126 cm, Schwedisches Nationalmuseum, Stockholm

Giovan Battista Recco (oder Giovanni Battista Recco), genannt Titta Recco (* um 1615; † um 1660) war ein italienischer Maler von Stillleben der neapolitanischen Schule.

## Leben
Über diesen Maler ist nur wenig bekannt und er gilt bis heute als rätselhaft. Es wird angenommen, dass er zur selben Malerfamilie wie Giacomo Recco und dessen berühmter Sohn Giuseppe Recco gehört, doch ist weder diese Annahme, noch Spekulationen über das Verwandtschaftsverhältnis bisher belegt. Relativ logisch erscheint die Vermutung, dass er ein Bruder Giacomos und Onkel Giuseppes war.
Bernardo De Dominici, Biograph der neapolitanischen Maler, erwähnte Giovan Battista Recco nicht, aber über alte Inventare ist bekannt, dass es Gemälde von ihm in verschiedenen Kunstsammlungen des 17. Jahrhunderts gab, unter anderem in denjenigen des Bankiers Ferdinand Vandeneynden und des Don Antonio Ruffo aus Messina. Mehrere dieser Bilder waren Darstellungen von Früchten und Blumen. Erhalten ist auch eine kurze Notiz (aus der Zeit von etwa 1675) für den florentinischen Kunstschriftsteller Filippo Baldinucci, wo Giovan Battista Recco als „Maler von Fischen“ und als bereits „verstorben“ bezeichnet wird („pittore di pesci, morto“).
Dokumentiert sind auch zwei Zahlungen, die Recco im November 1655 und im Mai 1656 für einige seiner Werke erhielt. Da bisher keine weiteren Nachrichten aus seinem Leben bekannt sind, ist es denkbar, dass er 1656 während der großen Pestepidemie verstorben ist, wie viele andere neapolitanische Maler.
Giovan Battista Recco war völlig vergessen bis Nolfo di Carpegna 1961 auf vier stilistisch sehr ähnliche Gemälde hinwies, von denen drei mit dem Monogramm „G.B.R.“ versehen sind – das auch mit dem berühmteren Giovanni Battista Ruoppolo verwechselt werden könnte –, während ein viertes Stilleben mit einem Korb Austern vollständig mit „Giovan Battista Recco“ signiert und 1654 datiert ist. Ein anderes dieser vier Bilder, ein in Stockholm befindliches Stilleben mit Fischen und Austern ist mit 1653 datiert (siehe Abb. oben). Die anderen beiden Gemälde zeigen Küchenstilleben (ohne Fische). Später wurden seinem Werkkatalog weitere Bilder hinzugefügt, unter anderem sechs von Causa (1972) entdeckte signierte Gemälde. Ein großes Gemälde im Musée des Beaux-Arts von Besançon ist mit „G.B. Recco“ signiert.
Ein berühmtes Küchenstilleben mit Schafskopf im Museo di Capodimonte, das früher einhellig als Werk Giovan Battista Reccos galt, wurde mittlerweile von einigen dem Frühwerk von Giuseppe Recco zugeschrieben.
Giovan Battista Reccos Gemälde sind mit einem beeindruckenden Naturalismus gemalt, der einerseits oft als „caravaggistisch“ bezeichnet wird, andererseits recht eindeutig von spanischen bodegónes beeinflusst scheint, nach der Art des Juan van der Hamen y León, von Sánchez Cotán oder des frühen Velázquez. Auch ein Einfluss durch den in Neapel wirkenden Jusepe de Ribera oder andere spanische Künstler ist möglich und plausibel.

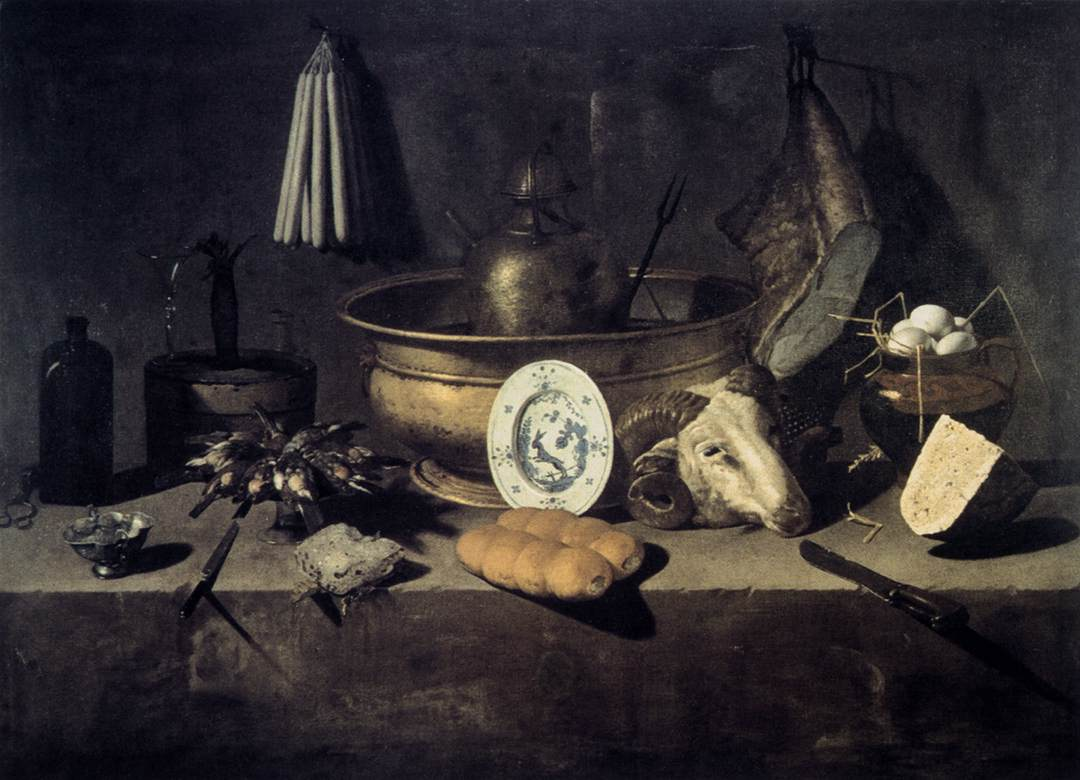
Giovan Battista (oder Giuseppe ?) Recco: Küchenstillleben mit Schafskopf, Museo di Capodimonte, Neapel

## Werke (Auswahl)
- Stillleben mit Fischen, Languste und Calamari, signiert „Gio.Batta Recco“ und datiert 1653, Privatsammlung
- Stillleben mit Fischen und Austern, signiert „G.B.R.“ und datiert 1653, Schwedisches Nationalmuseum, Stockholm
- Stillleben mit einem Korb Austern, signiert „Giovan Battista Recco“ und datiert 1654, Privatsammlung, Rom
- Küchenstillleben, signiert „G.B.Recco“ und datiert 1654, Collezione Rappini, Rom
- Fische und Austern vor Landschaftshintergrund,  signiert „G.B. Recco“, Musée des Beaux-Arts, Besançon
- Kücheninterieur, signiert „G.B.R.“, (früher: Collezione Astarita, Neapel) Privatsammlung, Cremona
- Küchenstillleben, Galleria regionale della Sicilia, Palermo (zugeschrieben)
- Küchenstillleben mit Hühnern und Eiern, Rijksmuseum, Amsterdam (früher Velázquez zugeschrieben)
- Küchenstillleben mit Schafskopf, Museo di Capodimonte, Neapel (von Giovan Battista oder Giuseppe Recco?)